# 张查理
张查理（1895年—1970年），男，山东蓬莱人，中国医学家，曾任西北军政委员会卫生部副部长、西北行政委员会卫生局长，中华医学会副理事长。